# Richard Douieb
Richard Douieb (Gerusalemme, 4 dicembre 1956) è un artista marziale francese con cittadinanza israeliana.
È maestro di Krav Maga cintura nera 6º Dan, allievo diretto del Gran Maestro Imi Lichtenfeld e suo rappresentante in Europa dal 1987.

## Carriera
Si trasferisce in Francia quando è molto piccolo, e ritorna in Israele all'età di 16 anni dove si trasferisce in un Kibbutz, dove conosce per la prima volta il krav Maga.
All'età di 17 anni si arruola nell'esercito, dove viene addestrato per 3 settimane nel krav maga. Alla fine dell'addestramento (che durava dalla mattina fino alla notte), divenne istruttore di krav maga militare insieme ai propri compagni.
Entra nel reggimento d'élite Golani, dove partecipa a 52 missioni.
Rimane gravemente ferito dallo scoppio di una bomba incendiaria che lo terrà in convalescenza per un anno.
Inizia ad allenarsi giornalmente con il Gran Maestro Imi Lichtenfeld a Netanya e frequenta i corsi civili e militari nel Wingate Institute.
Si allena anche con gli istruttori anziani di krav maga: Eli Avikzar, Haim Zut e Raphy Elgrissì.
Nel 1980 ottiene la cintura nera e inoltre si diploma professore di educazione fisica.
Nello stesso anno ritorna in Francia e oltre a praticare il krav-maga si allena nel ju jitsu dove ottiene la cintura nera 1º Dan, pugilato, savate, thai boxe e full contact.
Nel 1982 ritorna in Israele e ottiene la cintura nera 2º Dan di krav maga
Nel 1983 a Argenteuil diventa campione di Francia nel full contact, poi ritorna in Israele e ottiene la cintura nera 3º Dan.
Nel 1987 viene riconosciuto professore di krav-maga direttamente dal Wingate Institute e nello stesso anno il Gran Maestro Imi Lichtenfeld lo delega responsabile per tutta l'Europa.
Nel 1990 ritorna in Israele e ottiene la cintura enra 4º Dan e viene chiamato in Svizzera per addestrare i F.O.R.S.
Nel 1993 viene contattato dal G.I.G.N (gruppo d'intervento della gendarmeria Francese), che addestrerà fino al 2005.
Nel 1994 viene chiamato ad addestrare la Polizia di Losanna.
Nel 1995 ritorna in Israele e ottiene la cintura nera 5º Dan e addestra la Skolenia Policija in Polonia.
Nel 1997 crea la Fédération Européenne de Krav Maga - Richard Douieb (Federazione Europea di Krav Maga - Richard Douieb) e si distacca dalla I.K.M.A (Israeli krav-Maga Association).
Nel 2003 festeggia i 30 anni di pratica.
Nel 2006 diventa coordinatore e responsabile tecnico per il krav maga nella FFKDA (Federazione Francese di Karate e discipline affini), che gli riconosce il 6º Dan di krav maga.
Nel 2011 lascia la FFKDA
In Italia è rappresentato da Giacomo Taddei,  Direttore Tecnico Nazionale dall'Associazione Italiana Krav Maga-Richard Douieb (AIKM-RD) dal 2004.